# Celično signaliziranje
Celično signaliziranje je molekulski mehanizem, s katerim celica zazna in se odzove na zunanje dražljaje ter pošilja sporočila drugim celicam.
Mnogo bioloških aktivnosti znotraj celice je namreč usklajenih z okoljem zunaj nje. To je posebej pomembno pri visoko razvitih organizmih, ki imajo različne organe in tkiva. Presnovne aktivnosti in ostali biološki procesi so pod vplivom zunajceličnih kemičnih signalov, kot so hormoni in rastni dejavniki.